# Pjotr Lavrovics Lavrov
Pjotr Lavrovics Lavrov (oroszul: Пётр Лаврович Лавров), álnevén Mirtov (Миртов); (Melehovo, 1823. június 2. [14] – Párizs, 1900. január 25.) orosz filozófus, szociológus, narodnyik forradalmár.

## Élete és munkássága
Műveltséget kedvelő, gazdag, földbirtokos családban született. 1837-ben Péterváron tüzérszakiskolában folytatta tanulmányait. Katonai tanulmányai mellett önszorgalomból megismerkedett Saint-Simon, Fourier és Proudhon műveivel. Mivel matematikából kiváló volt, tanulmányai befejeztével, 1842-ben matematikatanárként az iskolában maradt. Néhány év múlva kinevezték a Pétervári Tüzérségi Akadémia matematika professzorának, mely állást 1866-ig töltött be. Gyorsan felívelő karrierjét jelzi, hogy 1849-re már ezredesi rendfokozatot kapott. Érdeklődése sokrétű volt, haditechnikai és természettudományi kérdések mellett a történettudomány, a szociológia, az antropológia, a filozófia problémái is foglalkoztatták és mindezeken felül verseket is írt.
Művei Csernisevszkij figyelmét is felkeltették. Lavrov 1860-ban publikálta „A gyakorlati filozófia kérdéseiről. A személyiség” című tanulmányát, melyre válaszként Csernisevszkij megírta „Az antropológiai elv a filozófiában” című művét.
1861 májusában a cári kormány korlátozta az egyetemi autonómiát, és a felvehető szegény hallgatók számát. Az ősz folyamán az ország egyetemein tiltakozások kezdődtek, amire válaszul a pétervári, a moszkvai és a kazányi egyetemet ideiglenesen bezárták. Péterváron október 12-én a diákok összeütköztek a kivezényelt rendőrökkel, 300 diákot elzártak a Péter-Pál erődbe. Lavrov beszédet mondott egy demonstráción, s tiltakozó ívet írt alá a reakciós új egyetemi szabályzat bevezetése és Mihajlov letartóztatása ellen.
1862-ben belépett a Zemlja i Volja (Föld és Szabadság) nevű titkos forradalmi szervezetbe.
Szerkesztője a később betiltott „Az orosz tudósok és irodalmárok enciklopédikus szótára” című kiadványnak, melyben a természettudományos ismeretek mellett haladó eszméket, vallásellenes nézeteket propagált. Baráti kapcsolatot tartott Csernisevszkijjel, közbenjárt a kormánynál ügye felülvizsgálása érdekében, pénzügyi segélyt javasolt számára az Irodalmi Alapnál. Tevékenysége miatt a cári titkosrendőrség látókörébe került, megfigyelték, nyilvános előadásait betiltották, megakadályozták, hogy a pétervári egyetem filozófia tanszékének tanára legyen.

### Börtön és száműzetés
1866-ban, a cár elleni sikertelen merényletet követően egy házkutatáson terhelő dokumentumokat, leveleket találtak a lakásán, aminek következtében hadbíróság elé állították. A bíróság 9 havi börtönre ítélte, ennek letelte után száműzték előbb Totyma (Vologda kormányzóság), majd Kadnyikov településre. Száműzetése alatt született „Történelmi levelek” című sorozata, melynek darabjai Mirtov álnéven a „Negyelja” című folyóiratban, majd 1870-ben önálló könyvként is megjelentek. A „Történelmi levelek”-nek nagy sikere volt, főleg a Csenyisevszkijt olvasó, forradalmár értelmiség köreiben, s nagy szerepe volt az ún. „nép közé járás” mozgalmának elindításában. Lavrovot a száműzetése alatt is figyeltették. 1870-ben G. A. Lopatyin segítségével megszökött száműzetéséből és hamis útlevéllel Párizsba utazott.

### Emigráció

#### Párizs
Párizsban megismerkedik és baráti kapcsolatba kerül sok francia tudóssal és szocialistával. 1870 őszén Louis Varlin, Bakunyin egyik elvtársa javaslatára belépett az Internacionálé párizsi szekciójába. 1871-ben a Párizsi Kommün oldalán bekapcsolódik a harcokba. Levelekben küldött jelentéseket az I. Internacionálé számára, melyek az „Internacionálé” című újságban jelentek meg. Ezekben lelkesen támogatta a proletariátus köztársaságát. A Párizsi Kommün megbízásából hamarosan Brüsszelbe ment, hogy beszámoljon az Internacionálé belga szekciójának, majd ezt követően szintén „diplomáciai” megbízatással, Londonba utazott, hogy találkozzon az Internacionálé Főtanácsának tagjaival. A cári titkosrendőrség Londonban is figyeltette, 1871 júniusában A. Balasevics-Potockij, titkos ügynök küldött jelentéseket róla. Lavrov londoni útja legfontosabb eredményének Marxszal és Engelsszel való megismerkedését tekintette. Marx sok pótolhatatlan, hiteles információt tudott meg a Kommünről tőle, találkozásaik során barátság alakult ki köztük.
1871. július végén tért vissza Párizsba, s továbbra is rengeteg anyagot küldött Marx és Engels számára a Kommünnel és az azt követő megtorlásokkal és perekkel kapcsolatban.

#### Zürich
1872 és 1874 között Zürichben tartózkodott, s megalapította a Vperjod! című folyóiratot, melynek első kötete 1873 augusztusában jelent meg. A zürichi orosz emigráns kolónián belül Bakunyin ellenfelévé vált. A Vperjod! szerkesztésén néhány évig együtt dolgozott a blanquista, droktinér marxista P. N. Tkacsovval, bár alapvető taktikai nézetkülönbség volt köztük, mely hamarosan szakításhoz vezetett.[forrás?]

#### London
1874-ben a Londonba áttelepült Vperjod! című forradalmi folyóirat – melyet Lavrov 1873 és 1876 között szerkesztett, – munkatársaként találkozott Marxszal újra. 1875 eleje és 1877 májusa között többször is meglátogatták egymást és alapos beszélgetéseket folytattak. Marx halála alkalmából Lavrov az orosz szocialisták nevében nekrológot írt, amit Marx veje, Charles Longuet olvasott fel a sírnál. Engels Marx hátrahagyott orosz nyelvű könyvtárának csaknem teljes egészét, mintegy száz kötetet, Lavrovnak ajándékozta. Engels haláláig barátja maradt.
Oroszországban a hetvenes évek végére kudarcot vallott a nép közé járás mozgalma, helyette áttértek a politikai terror taktikájára, ennek következtében Lavrov befolyása fokozatosan csökkent.

#### Újra Párizs
1877-ben Londonból újra Párizsba költözött. Megszervezte az orosz-lengyel forradalmi kört, kapcsolatba lépett a varsói szocialista mozgalommal, a Fekete Újrafelosztás (Csornij Peregyel) és Népakarat (Narodnaja Volja) nevű orosz szervezetekkel, a Népakarat külföldi képviseletét is ellátta. Megszervezte a Narodnaja Volja könyvtárát, 1883–1886-ig szerkesztője volt a „Népakarat Közlönye” (Vesztnyik Narodnoj Voli) című lapnak. Nézetei szerint a marxizmus nem alkalmazható Oroszországra, ugyanakkor Marxhoz és Engelshez fűződő személyes kapcsolatai miatt, újságjában nem engedte a liberális narodnyikoknak a marxizmus elleni támadást. Másfelől megtagadta Plehanov: „A szocializmus és a politikai harc” című írásának közlését is, mely bírálta a narodnyikizmust.
1900. február 6-án halt meg, temetése február 11-én volt. Népszerűségére jellemző volt, hogy utolsó útjára többezres, a Párizsi Kommünt és az Internacionálét éltető tömeg kísérte.
Sírjánál a francia szocialisták nevében Paul Lafargue mondott gyászbeszédet.

## Öröksége
Lavrov az orosz narodnyik mozgalom egyik eszmei megalapozója és elindítója volt, írásain generációk nőttek fel. Pozitivista filozófiájából eredő, legnagyobb elméleti hibája volt, hogy nem ismerte el a kapitalizmus általános törvényszerűségeinek oroszországi érvényesülését. Marx, Plehanov és Lenin bírálta nézeteit, de mindannyian elismerték érdemeit az orosz kapitalizmus kritikájában és a szocializmus általános eszméjének terjesztésében. Lenin különösen nagyra értékelte „A Párizsi Kommün” című művét, melyet Marx „Polgárháború Franciaországban” című könyve után a leghasználhatóbbnak tartott.

## Művei nyomtatásban
- Gody emigracii: arhivnye materialy v dvuh tomah: otobral, snabdil primec i vstupitel'nym ocerkom Boris Sapir. 1974. Dordrecht, Boston: Reidel
- Historical Letters. Translation with an introduction and notes by James P. Scanlan. Berkeley, University of California Press, 1967. pp. 371.

### Magyarul
- Stepnjak [Szergej Mihajlovics Sztyepnyak-Kravcsinszkij]: A földalatti Oroszország; bev. Lawroff Péter, ford. Szeless Adorján; Schlenker-Kovács Ny., Bp., 1887
- Lavrov Péter: A szocialista propaganda módjai; Krausz Ny., Bp., 1904 (Szocialista diákok könyvtára)

## Művei interneten
- Исторические письма
- Парижская Коммуна 18 марта 1871 г.[halott link]

## Monográfiák, másodlagos források nyomtatásban
- Philip Pomper: Peter Lavrov and the Russian Revolutionary Movement. Univ of Chicago, 1972. p. 270. ISBN 0226675203, ISBN 978-0226675206
- Alan Kimball: ‘The Russian Past and the Socialist Future in the Thought of Peter Lavrov’, Slavic Review, 30.1 (1971), 28-44
- Henry Eaton: ‘Marx and the Russians’, Journal of the History of Ideas, 14.1 (1980), 89-112.
- Sivkova, E. K: P. L. Lavrov. Moskva, Institut Istorii Akademii Nauk SSSR, 1987

## Monográfiák, másodlagos források interneten
- Основоположники русского революционного народничества - ПЕТР ЛАВРОВ
- Sarah J. Young: Russians in London: Russian and Jewish radicals.
- Fredric Zuckerman: Policing the Russian Emigration in Paris, 1880-1914: The Twentieth Century as the Century of Political Police